# Charlotte (serie animata 2015)
Charlotte (シャーロット?, Shārotto) è una serie televisiva anime prodotta da Aniplex e realizzata da P.A.Works, trasmessa in Giappone tra il 4 luglio e il 26 settembre 2015. La storia è stata scritta e ideata da Jun Maeda, mentre il character design originale è stato sviluppato da Na-Ga. Sia Maeda che Na-Ga provengono dall'azienda produttrice di visual novel Key, che ha prodotto titoli come Kanon, Air e Clannad. Due adattamenti manga, editi da ASCII Media Works, hanno iniziato la serializzazione su Dengeki G's Comic nel 2015.

## Trama
Una cometa chiamata Charlotte, orbitante intorno alla Terra, vi rilascia ogni sessantacinque anni della polvere che spinge una piccola percentuale di bambini a manifestare superpoteri una volta raggiunta la pubertà. Yuu Otosaka, un ragazzo che risveglia l'abilità di possedere temporaneamente gli altri, spera di usare il suo potere per trascorrere le sue giornate scolastiche in tutta tranquillità. Tuttavia, dopo essere stato scoperto dalla misteriosa Nao Tomori, Yuu è costretto a trasferirsi all'accademia Hoshinoumi, dove lui e gli altri membri del consiglio studentesco avranno il compito di aiutare altri ragazzi dotati di queste abilità.

## Personaggi

### Personaggi principali

I protagonisti Nao e Yuu

Yuu Otosaka (乙坂 有宇?, Otosaka Yuu)
Doppiato da: Kōki Uchiyama
Il protagonista di Charlotte. È uno studente del primo anno con l'apparente abilità di prendere possesso del corpo altrui per cinque secondi a patto di poter vedere il bersaglio, ma in seguito si scoprirà che se usa questo potere su altre persone "infettate" dalla cometa può rubare il loro potere. Superato un certo limite la sua mente inizia a cedere perdendo i ricordi.
All'inizio della serie è un narcisista arrogante che usa la sua abilità per imbrogliare agli esami o scatenare risse fra persone che gli hanno dato fastidio, e l'unica persona per cui prova affetto è Ayumi. In seguito stringerà amicizia con Nao, Takahiro e Yusa. Dopo la morte della sorella cade in depressione abbandonando la scuola, lasciandosi andare e mostrando un lato sadico, addirittura è sul punto di usare droghe ma Nao lo salva. Dopodiché Yuu accetta la morte di sua sorella (che comunque salverà grazie all'abilità di Shunsuke) e diviene una persona più gentile e che si cura degli altri. Durante la missione che ha per obbiettivo l'assorbire tutti i poteri del globo inizia, dopo aver rubato molte abilità, a dare segni di follia e a perdere i ricordi. Infine, dopo che Shunsuke lo salva, mostra nuovamente una personalità gentile, anche se non ha più alcun ricordo.
Nao Tomori (友利 奈緒?, Tomori Nao)
Doppiata da: Ayane Sakura
Una studentessa del primo anno che ricopre il ruolo di presidentessa del consiglio studentesco all'accademia Hoshinoumi. È una ragazza laboriosa e intelligente, che però si dimostra più volte anche narcisista, presuntuosa, bugiarda e irascibile. Non si fida di nessuno dopo che sono stati condotti esperimenti su suo fratello, ma si affeziona a Yuu al punto di seguirlo e tenerlo d'occhio durante il vortice di disperazione in cui cade dopo la morte di Ayu. Si innamora del ragazzo e si mette a piangere quando lui la dimentica, ma promette di aiutarlo a creare nuovi ricordi felici. È una fan della band post rock Zhiend, che era il gruppo preferito del fratello, e dimostra una certa dimestichezza nelle arti marziali. Può sparire alla vista di una sola persona per volta.
Jōjirō Takajō (高城 丈士朗?, Takajō Jōjirō)
Doppiato da: Takahiro Mizushima
Uno studente del primo anno, nonché membro del consiglio studentesco, è un grande fan di Yusa e possiede un certo senso del melodramma. È un ragazzo simpatico e aperto. Può muoversi ad altissime velocità, ma siccome non ha ancora imparato a fermarsi bene indossa protezioni sotto ai vestiti.
Yusa Nishimori (西森 柚咲?, Nishimori Yusa) / Yusa Kurobane (黒羽 柚咲?, Kurobane Yusa)
Doppiata da: Maaya Uchida
Una studentessa del primo anno e membro del consiglio studentesco, è la popolare solista della band How-Low-Hello, soprannominata "Yusarin". È una medium, in contatto costante con la sorella maggiore Misa che talune volte riesce a prendere il controllo del corpo di Yusa, ma la ragazza non è consapevole di ciò e crede di soffrire di sonnambulismo, capirà la propria condizione solo alla fine della serie. È una ragazza socievole ed aperta, molto allegra ma non particolarmente intelligente.
Quando posseduta dalla sorella Misa i suoi occhi divengono rossi e sviluppa il potere della pirocinesi. Misa, morta in un incidente in moto, ha un carattere da maschiaccio, ma tiene a sua sorella anche se cerca di non farlo vedere.
Ayumi Otosaka (乙坂 歩未?, Otosaka Ayumi)
Doppiata da: Momo Asakura
La sorella minore di Yuu e Shunsuke, frequentante ancora le medie. Come Jōjirō, è una fan sfegatata di Yusa e, a differenza di Yuu che usa il suo potere solo per tramare qualcosa, è pura e innocente, si preoccupa sinceramente per suo fratello e gli fornisce supporto morale. A casa è lei ad occuparsi delle faccende domestiche e a preparare i pasti per sé e per suo fratello, anche se poi finisce per aggiungere salsa di pizza ad ogni pietanza con grande disappunto di quest'ultimo. Più tardi, risveglia l'abilità di emettere potenti onde d'urto capaci di far crollare qualsiasi struttura attorno a lei se si agita. Muore proprio a causa del suo potere di collasso, infatti una sua compagna di classe, gelosa di lei, la stava minacciando con un taglierino ed Ayu in preda all'ansia fece crollare una parte della scuola morendo schiacciata. Dopo aver rubato il potere di Shunsuke Yuu impedisce che ciò accada e s'impossessa del suo potere per impedirle di farsi male.

### Possessori di abilità
Shunsuke Otosaka (乙坂 隼翼?, Otosaka Shunsuke)
Doppiato da: Daisuke Ono
Il fratello maggiore di Yuu e Ayumi. Ha usato il suo potere di viaggiare nel tempo per cambiare il mondo dove lui, Yuu ed altri erano rinchiusi in una struttura per essere sottoposti a esperimenti ed ha cancellato la memoria dei fratelli. Il suo potere gli consente di tornare indietro nel tempo perdendo un po' di vista ogni volta e per funzionare la luce deve raggiungere ambedue i suoi occhi; siccome ha dovuto usare il time-leap molte volte è diventato cieco e dunque incapace di usare il suo potere, successivamente rubato da Yuu. Dopo la morte di Kumagami cade in depressione ma sarà Shunsuke stesso a salvare suo fratello quando questi, assorbite tutte le abilità del mondo, sarà sul punto di morire.
Kumagami (熊耳?)
Doppiato da: Eiji Takemoto
Uno studente misterioso dell'accademia Hoshinoumi che, avendo l'abilità di conoscere la posizione e il potere di coloro che ne hanno uno, aiuta il consiglio studentesco a trovare i suoi obiettivi. Ogni qualvolta deve segnalare un soggetto sospetto, si presenta alla sede del consiglio studentesco tutto bagnato, ed indica il luogo dove cercarlo facendo cadere una goccia dal dito indice sulla cartina della città. Più tardi si scopre in realtà che è un sottoposto di Shunsuke, il quale lo ritiene il suo migliore amico e lo chiama "Pooh". Rimane ucciso dopo aver protetto Nao da alcune macerie.
Medoki (目時?)
Doppiata da: Asami Seto
Una ragazza che lavora per Shunsuke. Ha il potere di far addormentare le persone, ma ogni qualvolta lo usa, pochi secondi dopo cade assopita anche lei.
Shichino (七野?)
Doppiato da: Kengo Kawanishi
Un ragazzo che lavora per Shunsuke. Ha il potere della permeazione che gli permette di oltrepassare muri e oggetti a costo di una grande quantità di energie.
Maedomari (前泊?)
Doppiato da: Natsuki Hanae
Un ragazzo che lavora per Shunsuke. Ha il potere di cancellare la memoria degli altri semplicemente toccandoli, anche se trovare un ricordo specifico gli richiede molto tempo.
Kazuki Tomori (友利 一希?, Tomori Kazuki)
Doppiato da: Kazuyuki Okitsu
Il fratello maggiore di Nao, il quale era un bravo chitarrista. Dopo essere stato beccato durante un live mentre usava di nascosto la sua abilità per far vibrare l'aria a suo piacimento, è diventato il soggetto sperimentale di un neuroscienziato per quasi un anno. Da quel momento in poi ha iniziato ad essere emotivamente instabile, ragion per cui è stato affidato all'istituto di una persona di fiducia di Nao, che si è poi rivelata essere Shunsuke. Grande fan degli Zhiend, dopo aver ascoltato Sara cantare dal vivo, registra un lieve miglioramento.
Udō (有働?)
Doppiato da: Yūsei Oda
Uno studente del liceo Nanba (難波高校?, Nanba kōkō) che è il capitano del club di tiro con l'arco della scuola. Grazie alla sua abilità di fotografare il pensiero, vende immagini di ragazze in biancheria intima finché non viene beccato da Nao.
Arifumi Fukuyama (福山 有史?, Fukuyama Arifumi)
Doppiato da: Ryōhei Kimura
Uno studente e un membro della squadra di baseball dell'accademia Kannai (関内学園?, Kannai gakuen), che è un lanciatore in grado di utilizzare il potere della telecinesi per far cambiare la direzione della palla. Dopo aver perso una partita di baseball contro la squadra e il consiglio studentesco dell'accademia Hoshinoumi, come concordato smette di usare la sua abilità.
Saitō (斉藤?)
Doppiato da: Hikaru Midorikawa
Un ragazzo con il potere della levitazione che appare su una rivista di occulto mentre utilizza la sua abilità. Sogna di diventare una star del cinema, ma dopo essere stato beccato dal consiglio studentesco, accetta di non usare più i suoi poteri.

### Altri personaggi
Yumi Shirayanagi (白柳 弓?, Shirayanagi Yumi)
Doppiata da: Mai Nakahara
La ragazza più popolare del liceo Hinomori (陽野森高校?, Hinomori kōkō), la precedente scuola di Yuu. Dopo essere stata salvata da quest'ultimo nel corso di un incidente causato da lui stesso, si innamora di lui, per poi scaricarlo appena si trasferisce all'accademia Hoshinoumi. La sua migliore amica è una ragazza di nome Mishima (三嶋? doppiata da Tomoe Tamiyasu) con cui passa la maggior parte del tempo.
Sugimoto (杉本?)
Doppiata da: Hitomi Ōwada
Una studentessa della classe 1-2, che manda un'email a Yuu per vedersi sul retro della scuola. Dopo avergli confessato i suoi sentimenti per lui, viene però respinta.
Yoshiyuki Ōmura (大村 佳之?, Ōmura Yoshiyuki)
Doppiato da: Junji Majima
Il presidente del consiglio studentesco del liceo Hinomori, che aiuta Nao a investigare sul caso di Yuu che barava nella prova attitudinale.
Shō (ショウ?)
Doppiato da: Ryōta Ōsaka
Un amico di Misa quando quest'ultima era ancora in vita. Lui e Kōta (コータ? doppiato da Yoshimasa Hosoya), un altro amico di Misa, aiutano Yusa a risolvere il suo dilemma con un produttore televisivo. Essendo ancora innamorato di Misa, una delle volte che ella si impossessa del corpo di Yusa le confessa i suoi sentimenti, anche se poi viene rifiutato con delicatezza.
Takato (隆人?)
Doppiato da: Kenshō Ono
Un amico di Arifumi che è un ricevitore della squadra di baseball dell'accademia Kannai.
Nomura (野村?)
Doppiata da: Yuiko Tatsumi
La rappresentante di classe di Ayumi che è una sua buona amica e che la chiama "Ayucchi".
Oikawa (及川?)
Doppiato da: Daiki Yamashita
Un compagno di classe di Ayumi che, innamorato di lei, pur essendo già stato rifiutato una volta, tenta ancora di conquistarla riempiendola di attenzioni.
Konishi (小西?)
Doppiata da: Kotori Koiwai
Una compagna di classe di Ayumi che prova qualcosa per Oikawa. Essendo invidiosa di Ayumi, tenta di farle del male con un taglierino, ma così facendo provoca la sua morte istigandola ad usare i suoi poteri.
Sara Shane
Doppiata da: Miyuki Sawashiro, Marina Nakamura (canto)
La cantante cieca della band post-rock Zhiend, ossia il gruppo preferito di Nao. Alla vigilia di un suo concerto, si fa accompagnare per caso da Yuu in giro per la città per mangiare alcuni suoi cibi preferiti, come il modanyaki o le crocchette di grano saraceno. Ha dei sensi molto sviluppati, tanto da riuscire a intuire la recente perdita della sorella di Yuu semplicemente dai suoi sospiri. Dopo aver accettato di far visita al fratello di Nao nonostante il poco tempo libero a disposizione, lo fa migliorare intonandogli una breve canzone.

## Media

### Manga
Un adattamento manga yonkoma di Haruka Komowata, intitolato Charlotte The 4-koma: seishun o kakenukero! (Charlotte The ４コマ せーしゅんを駆け抜けろ！?), ha iniziato la serializzazione sul numero di maggio 2015 di Dengeki G's Comic di ASCII Media Works, venduto in data 30 marzo 2015. Tre volumi tankōbon sono stati pubblicati tra il 26 settembre 2015 e il 27 maggio 2017.
| Nº | Data di prima pubblicazione | Data di prima pubblicazione | Data di prima pubblicazione |
| Nº | Giapponese                  | Giapponese                  |                             |
| -- | --------------------------- | --------------------------- | --------------------------- |
| 1  | 26 settembre 2015           | ISBN 978-4-04-865405-0      |                             |
| 2  | 27 luglio 2016              | ISBN 978-4-04-865972-7      |                             |
| 3  | 27 maggio 2017              | ISBN 978-4-04-892925-7      |                             |

Un altro manga di Makoto Ikezawa e Yū Tsurusaki, intitolato Charlotte, ha iniziato la serializzazione sul numero di settembre della stessa rivista il 30 luglio 2015. Il primo volume tankōbon, contenente capitoli non ancora serializzati, è stato pubblicato il 27 agosto 2015, e al 26 gennaio 2019 ne sono stati messi in vendita in tutto sei.
| Nº | Data di prima pubblicazione | Data di prima pubblicazione | Data di prima pubblicazione |
| Nº | Giapponese                  | Giapponese                  |                             |
| -- | --------------------------- | --------------------------- | --------------------------- |
| 1  | 27 agosto 2015              | ISBN 978-4-04-865427-2      |                             |
| 2  | 27 maggio 2016              | ISBN 978-4-04-865973-4      |                             |
| 3  | 10 marzo 2017               | ISBN 978-4-04-892833-5      |                             |
| 4  | 27 settembre 2017           | ISBN 978-4-04-893315-5      |                             |
| 5  | 27 aprile 2018              | ISBN 978-4-04-893850-1      |                             |
| 6  | 26 gennaio 2019             | ISBN 978-4-04-912312-8      |                             |

### Anime
Il progetto televisivo anime è stato coprodotto da Aniplex e P.A.Works per celebrare il 15º anniversario dell'azienda Key. La serie, ideata da Jun Maeda e diretta da Yoshiyuki Asai, è andata in onda dal 4 luglio al 26 settembre 2015. Le sigle di apertura e chiusura, entrambe composte da Maeda, sono rispettivamente Bravely You di Lia e Yake ochinai tsubasa (灼け落ちない翼? lett. "Le ali che non verranno mai bruciate") di Aoi Tada. In varie parti del mondo gli episodi sono stati trasmessi in streaming in simulcast da Aniplex of America su Aniplex Channel, Crunchyroll, Hulu, Viewster e Daisuki, mentre in Australia e Nuova Zelanda i diritti sono stati acquistati da AnimeLab. Un episodio OAV è stato pubblicato in allegato al settimo volume BD/DVD dell'edizione home video della serie il 30 marzo 2016. La serie è stata acquistata in Italia da Netflix.

#### Episodi
| Nº | Titolo italiano (traduzione letterale) Giapponese 「Kanji」 - Rōmaji         | In onda           | In onda |
| Nº | Titolo italiano (traduzione letterale) Giapponese 「Kanji」 - Rōmaji         | Giapponese        |         |
| 1  | Penso agli altri intorno a me 「我他人を思う」 - Ware tanin o omou           | 4 luglio 2015     |         |
| 2  | La melodia della disperazione 「絶望の旋律」 - Zetsubō no senritsu           | 11 luglio 2015    |         |
| 3  | Amore e fiamme 「恋と炎」 - Koi to honō                                      | 18 luglio 2015    |         |
| 4  | Un momento di serietà 「刹那の本気」 - Setsuna no honki                      | 25 luglio 2015    |         |
| 5  | Il suono che hai sentito qualche volta 「いつか聴いた音」 - Itsuka kiita oto | 1º agosto 2015    |         |
| 6  | Felicità inosservata 「気づかなかった幸せ」 - Kizukanakatta shiawase         | 8 agosto 2015     |         |
| 7  | La fine dell'esodo 「逃避行の果てに」 - Tōhikō no hate ni                    | 15 agosto 2015    |         |
| 8  | Incontro 「邂逅」 - Kaikō                                                    | 22 agosto 2015    |         |
| 9  | Il mondo che non c'è più 「ここにない世界」 - Koko ni nai sekai              | 29 agosto 2015    |         |
| 10 | Furto 「略奪」 - Ryakudatsu                                                  | 5 settembre 2015  |         |
| 11 | Charlotte 「シャーロット」 - Shārotto                                        | 12 settembre 2015 |         |
| 12 | Promessa 「約束」 - Yakusoku                                                 | 19 settembre 2015 |         |
| 13 | Ricordi di ora in poi 「これからの記録」 - Korekara no kiroku                | 26 settembre 2015 |         |